# Wismar (1694)
Wismar var ett svenskt linjeskepp och ett örlogsskepp som byggdes 1694 och var konstruerat av Charles Sheldon. Fartyget var bestyckat med 58 kanoner och hade en besättning med 180 båtsmän och 30 knektar. 